# Valette (affluent de la Tardes)
Pour les articles homonymes, voir Valette.
Vezelle
La Valette, ou Vezelle, ou ruisseau de la Valette, est un ruisseau français du département de la Creuse, en région Nouvelle-Aquitaine, affluent de la Tardes et sous-affluent de la Loire par le Cher.

## Géographie

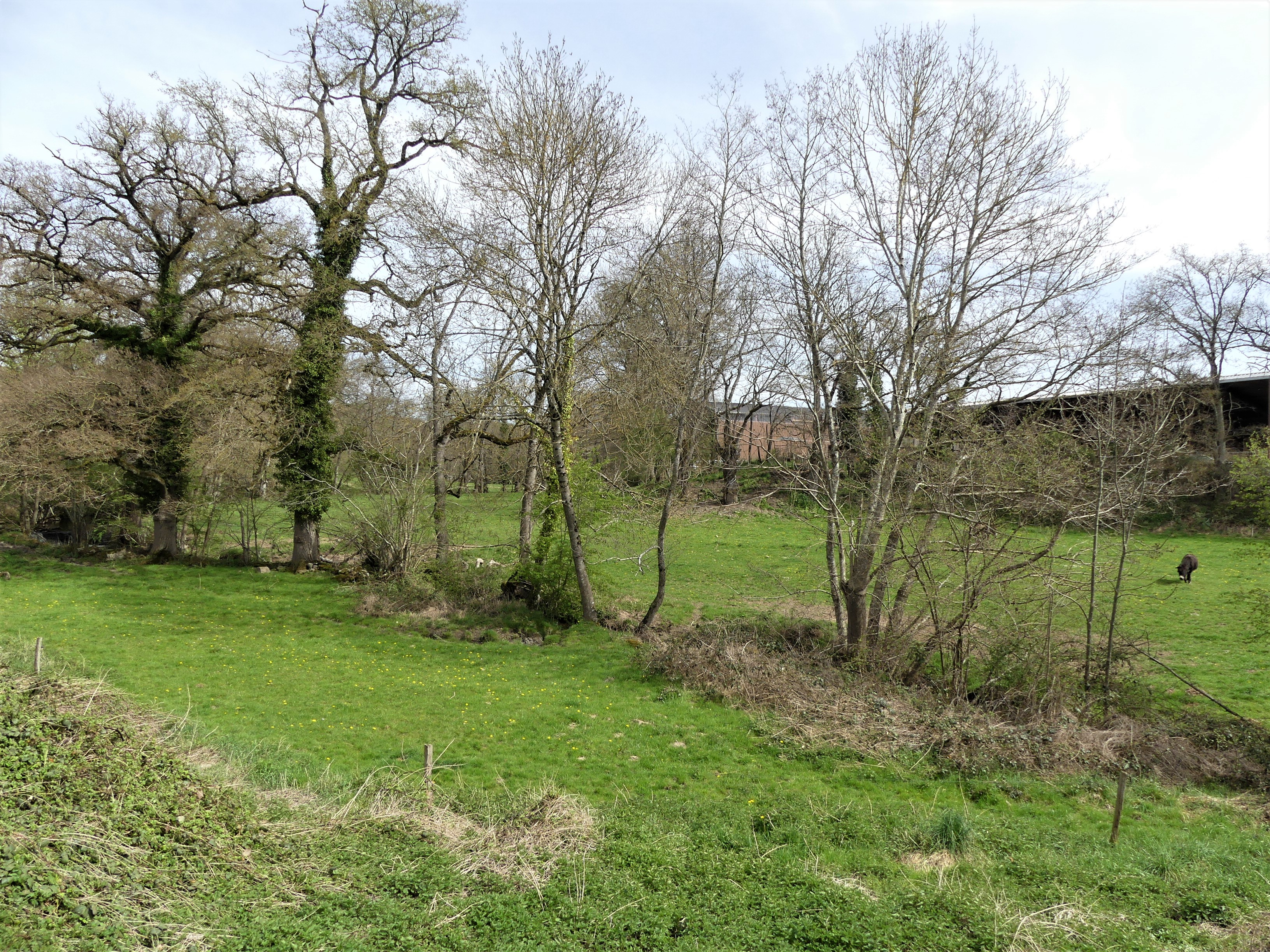
La vallée de la Valette, près du lieu-dit la Valette, Le Chauchet.

Pour le Sandre, la Valette est un seul cours d'eau qui, sur les cartes du Géoportail, porte successivement les noms de « Valette » en amont du bourg de Mainsat, « Vezelle » en aval de celui-ci, et « ruisseau de la Valette » dans sa partie terminale, en aval du moulin de la Mazure.
La Valette prend sa source dans le département de la Creuse vers 620 mètres d'altitude, sur la commune de Mainsat, à moins de 300 mètres au sud du centre-bourg d'Arfeuille.
Elle prend brièvement la direction du sud-est puis oblique vers le nord-ouest, formant la retenue de l'étang du Mont. Elle est franchie une première fois par la route départementale (RD) 4 juste au nord du bourg de Mainsat puis de nouveau deux kilomètres plus loin. Sous le nom de Vezelle, elle se dirige vers le nord et passe sous la RD 19. À partir du lieu-dit la Petite Vezelle, elle oblique vers le nord-ouest, prenant le nom de ruisseau de la Valette et passant sous la RD 24.
Elle reçoit sur sa gauche son principal affluent, le rio des Vergers et, un kilomètre et demi plus loin, se jette dans la Tardes en rive droite, en limite des communes du Chauchet et de Tardes, à 395 mètres d'altitude, à 200 mètres au sud-est du lieu-dit la Villetelle.
S'écoulant globalement du sud-est vers le nord-ouest, la Valette est longue de 14,56 km. Avec un dénivelé de 225 mètres, sa pente moyenne s'établit à 15,45 mètres par kilomètre.

### Communes et département traversés
La Valette arrose quatre communes de l'arrondissement d'Aubusson dans le département de la Creuse, soit d'amont vers l'aval : Mainsat (source),  Saint-Priest, Le Chauchet (confluence avec la Tardes) et Tardes (confluence avec la Tardes).

### Toponymie
Deux lieux-dits portent le nom de la Valette, le long de son cours, au Chauchet et à  Saint-Priest. Deux autres lieux-dits de Saint-Priest comportent le nom alternatif de Vezelle : la Grande Vezelle et la Petite Vezelle.

### Bassin versant
Son bassin versant fait partie de la zone hydrographique : « La Tardes du ruisseau de la Valette (compris) à la Voueize (non comprise) » et tangente une autre « La Tardes du Roudeau (non compris) au ruisseau de la Valette (non compris) », au sein du bassin DCE beaucoup plus étendu « La Loire, les cours d'eau côtiers vendéens et bretons ». Outre les quatre communes arrosées par la Valette, le bassin versant en concerne une autre, Arfeuille-Châtain, où un petit affluent sans nom de rive gauche, non répertorié par le Sandre, prend sa source (selon les cartes du Géoportail) ; il conflue avec la Valette au nord du lieu-dit Éculneix.

## Affluents
Parmi les neuf affluents répertoriés par le Sandre un seul dépasse les trois kilomètres de longueur : le rio des Vergers, 4,87 km en rive gauche, tous les autres mesurant moins de deux kilomètres.
Le rio des Vergers ayant un affluent mais aucun sous-affluent, le nombre de Strahler de la Valette est donc de trois.

## Galerie

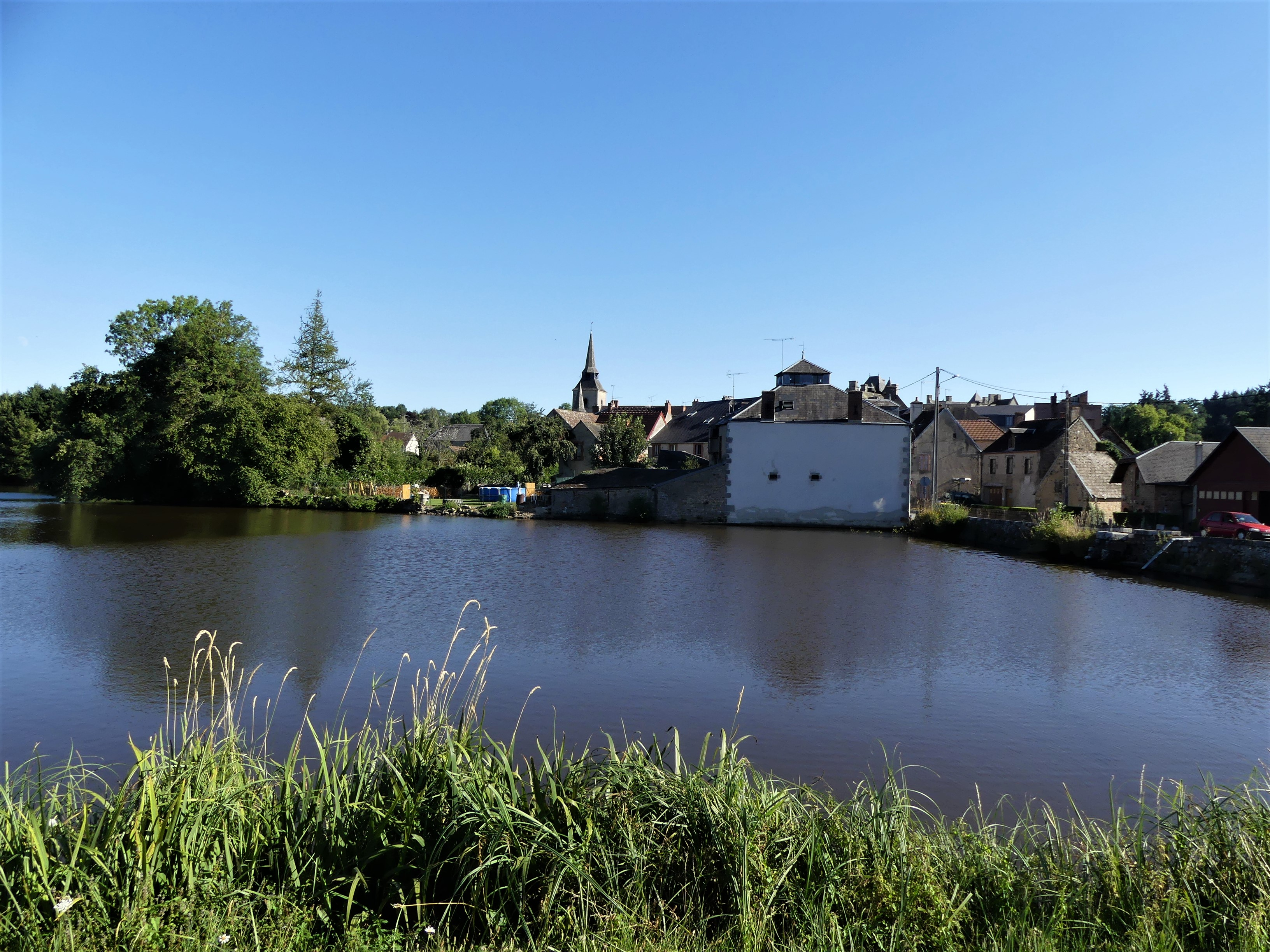
La retenue de la Vezelle au nord du bourg de Mainsat.
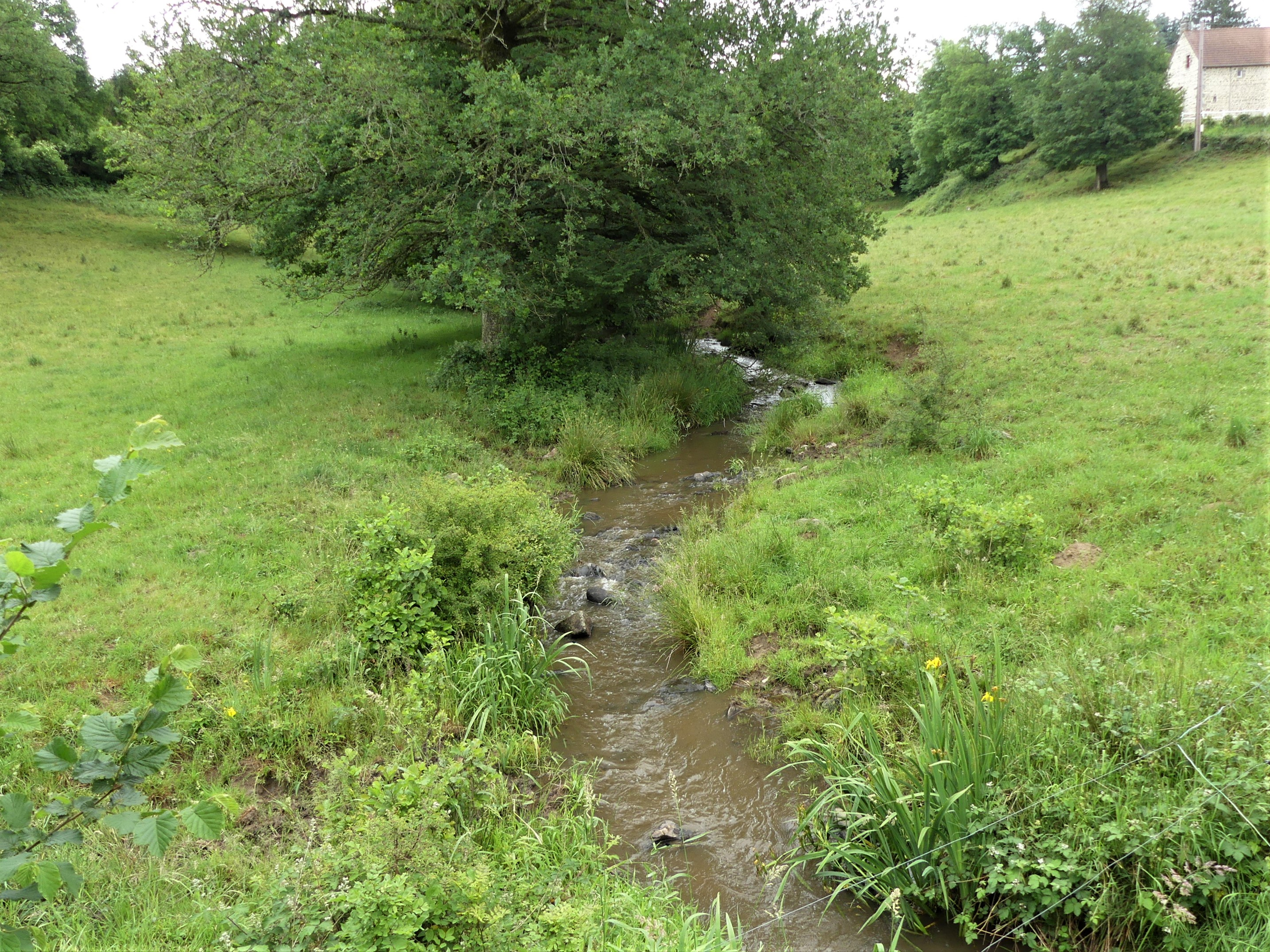
La Valette à Saint-Priest, près de la Masure (amont).
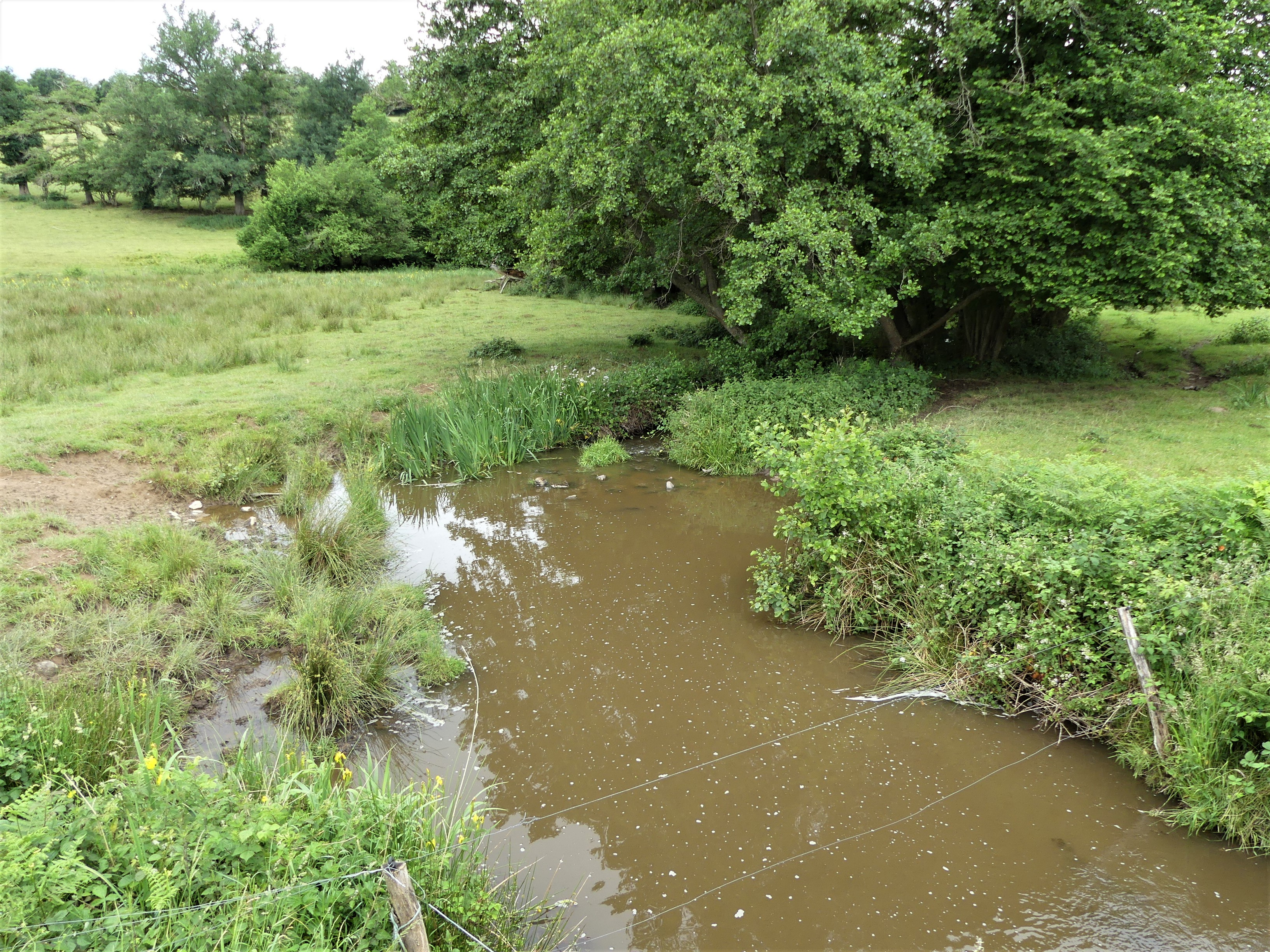
Idem (aval).
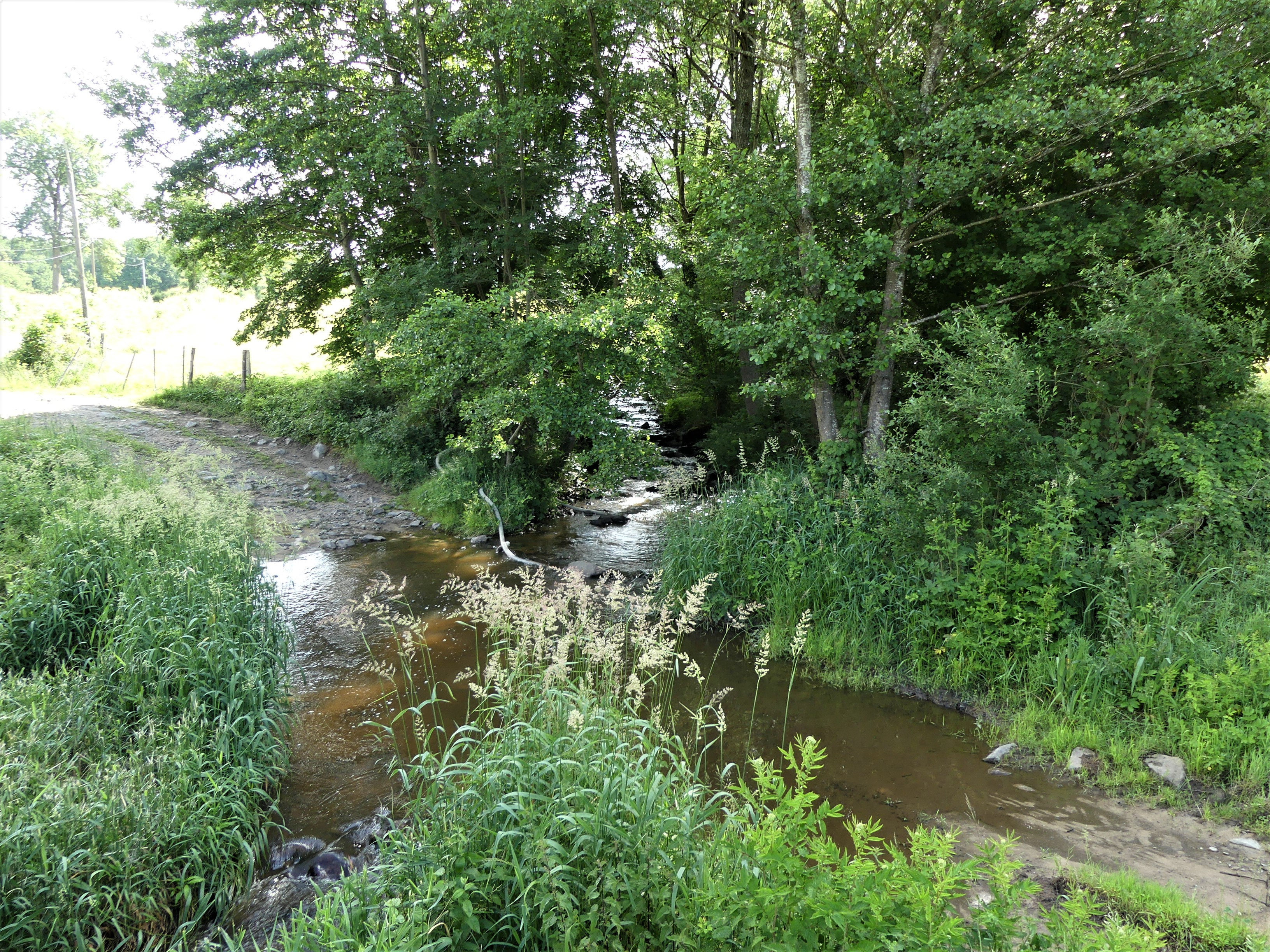
La Valette au Chauchet, près de Cherchaud, 130 mètres avant sa confluence avec la Tardes.